# Máy kéo

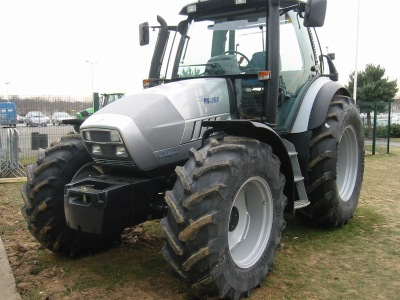
Một máy kéo

Máy kéo là một loại máy móc sử dụng khung gầm bánh xích hoặc bánh lốp dùng động cơ điện hoặc động cơ diesel thành nguồn động lực để sử dụng sức kéo trong nông nghiệp,xây dựng... Máy kéo cũng có thể kéo theo hoặc gắn thêm một bộ phận hoặc công cụ cày, dùng để cày, và gọi chung là máy cày.

## Lịch sử
Dụng cụ đầu tiên có sức mạnh dùng để trồng trọt ra đời vào khoảng đầu những năm 1800 gọi là Động cơ di động – có cỗ máy hoạt động bằng cơ khí chạy bằng các bánh xe có thể điều khiển dễ dàng bởi con người. Vào khoảng 1850, Động cơ máy kéo đầu tiên được phát triển, và lập tức được áp dụng vào nông nghiệp. Máy kéo đầu tiên bằng cơ khí gọi là máy cày. Máy cày được sử dụng như để cày đất thành những dãy dài, điều này chỉ làm được khi điều kiện đất cho phép như ở Hoa Kỳ, máy kéo cơ khí được sử dụng để cày, nhưng ở Anh và một số nước khác, máy cày được sử dụng cho kéo dây cáp. Những máy cày hoạt động bởi cơ khí vẫn còn được sử dụng cho tới thế kỷ 20, cho tới khi máy cày hiện đại hơn được phát triển.

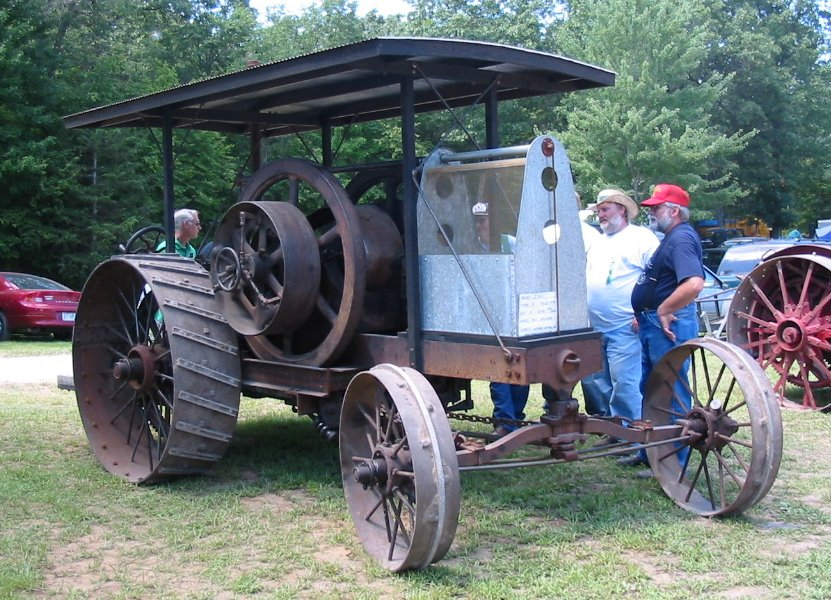
Một máy cày vào năm 1920 bởi International Harvester, đã đưa ra đặc điểm thừa kế từ kiểu dáng máy kéo cơ khí trước đó.

Vào năm 1892, John Froelich ở Nông thôn Clayton, Iowa đã thành công chế tạo máy cày hoạt động bởi xăng. Chỉ có hai bộ máy được bán vào năm 1911, Khi công ty Twin City Traction Engine phát triển kiểu dáng, và đã thành công.

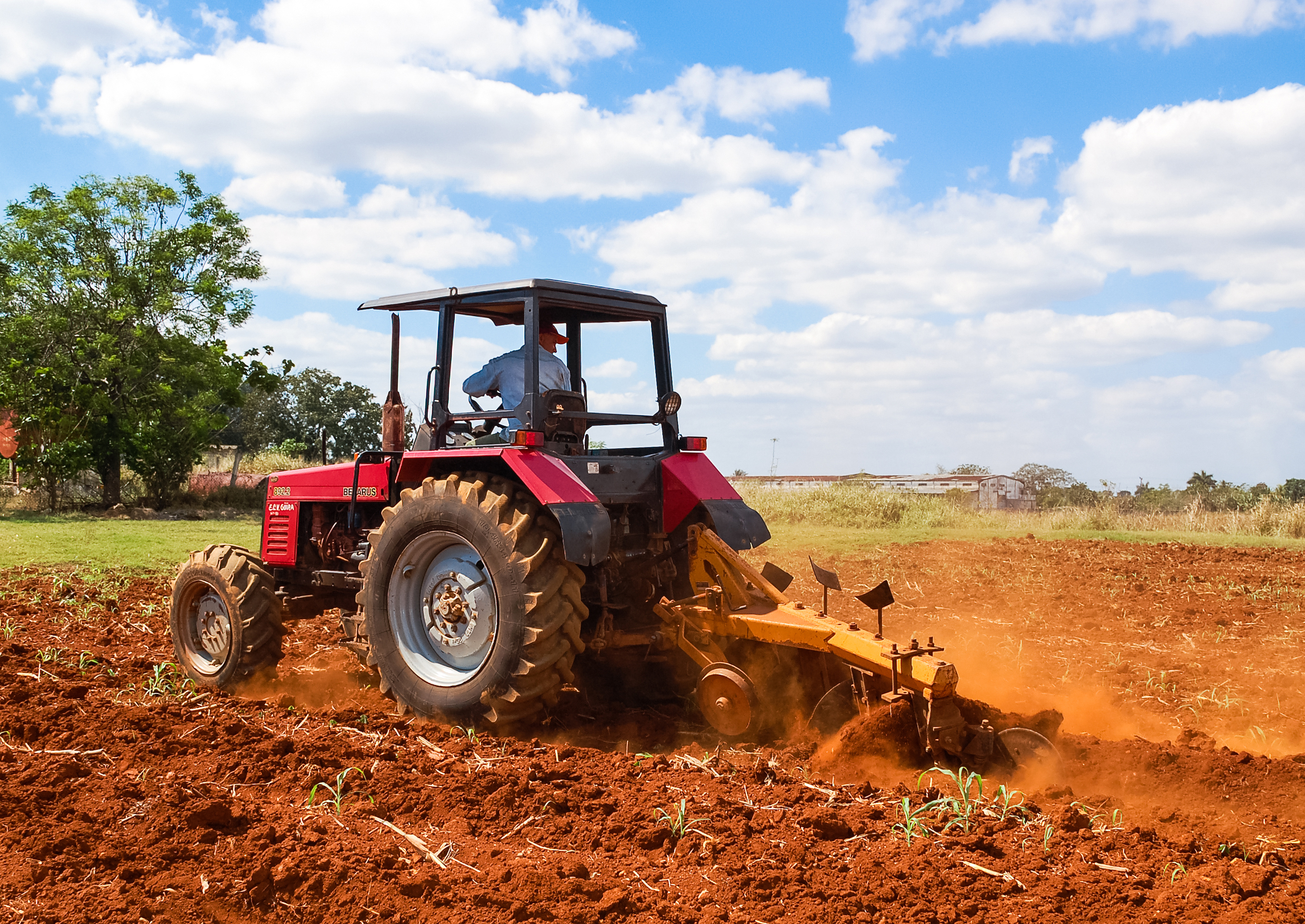
Một máy kéo gắn thêm công cụ để cày

Tại Anh, động cơ máy kéo an toàn đầu tiên được ghi nhận được và được cấp bằng sáng chế bởi Herbert Akroyd Stuart, trong năm 1897. Dù gì, chương trình quảng cáo đầu tiên về máy kéo ba bánh đã thành công thiết kế bởi Dan Albone của năm 1902. Trong 1908, công ty Saunderson Tractor and Implement Co. của Bedford giới thiệu máy kéo kiểu bốn bánh, và đã trở thành máy kéo cho xí nghiệp lớn nhất ở ngoài Hoa Kỳ lúc đó.
Trong khi sự khởi đầu không được nhiều người biết đến, những cỗ máy hoạt động bởi xăng bắt đầu được phát triển vào những năm 1910s khi đó chúng đã được thiết kế nhỏ gọn hơn và có thêm nhiều khả năng. Henry Ford giới thiệu loại Máy kéo Fordson, sau đó đã được sản xuất hàng loạt trong những năm 1917. Chúng được chế tạo ở Hoa Kỳ, Đảo Ireland, Anh và Liên Xô và trong năm 1923, Máy kéo Fordson đã có mặt trong 77% của các chợ trong Hoa Kỳ. Máy kéo Fordson phân phối với cấu trúc, sử dụng sức mạnh của khối máy móc để giữ các bộ phận với nhau. Vào những năm 1920s, máy kéo hoạt động bởi xăng dựa trên nguyên tắc động cơ đốt trong trở thành phổ biến nhất.